# Can Llagosteres
Can Llagosteres és una casa de Vidreres (Selva) inclosa a l'Inventari del Patrimoni Arquitectònic de Catalunya.

## Descripció
Edifici de dues plantes, amb planta baixa, la qual recull dues obertures, com són, per una banda, una finestra irrellevant, ja que no comprén cap element a destacar. Mentre que per l'altra, el portal d'accés rectangular, amb una fina i esvelta llinda monolítica conformant un arc pla, amb muntants de pedra i la llinda compila una inscripció que al·ludeix al nom del constructor de la casa - Antoni Riera- com a la data originària d'edificació -1760-. Pel que fa al primer pis, aquest es troba presidit per dues obertures de similar tipologia compositiva: separades, rectangulars, de llinda monolítica conformant un arc pla, amb muntans de pedra i ampit treballat. Finalment, cal esmentar que es troba coberta amb una teulada a dues aigües.